# 화성 용주사 삼장보살도
화성 용주사 삼장보살도(華城 龍珠寺 三臧菩薩圖)는 경기도 화성시 용주사에 있는, 조선시대의 삼장보살도이다. 2009년 6월 24일 대한민국의 경기도 유형문화재 제225호로 지정되었다.

## 개요
용주사 삼장보살도를 그린 불화승은 18세기 후반 전국을 무대로 활동한 인물로 설채법과 구도 필선 등은 18세기 후반 불화양식을 잘 반영하고 있으며, 왕실에서 발원한 점에서 의미가 있고, 조선후기 불교회화사에서 중요한 작품이다.

## 참고 자료
- 화성 용주사 삼장보살도 - 국가유산청 국가유산포털